# Balticconnector
Balticconnector – gazociąg, który łączy Estonię i Finlandię ukończony w roku 2019. Jest częścią planu bezpieczeństwa energetycznego.
Gazociąg umożliwia przesył gazu z Finlandii przez kraje bałtyckie i Polskę z ominięciem terytorium Rosji. Jego długość wynosi około 151 kilometrów.
8 października 2023 operator Balticconnectora, firma Gasgrid Finland, poinformował, że rurociąg został zamknięty w związku z nadzwyczajnym spadkiem ciśnienia i podejrzeniem wycieku. 10 października, kilkanaście godzin po rozpoczęciu badania miejsca wycieku, prezydent Finlandii Sauli Niinistö poinformował, że uszkodzenie gazociągu (oraz kabla do transmisji danych) było spowodowane „działalnością zewnętrzną”, lecz dokładna przyczyna „nie jest jeszcze znana”, a po rozmowie z prezydentem  Jens Stoltenberg zapewnił, że NATO jest gotowe wnieść wkład w dochodzenie i wesprzeć sojuszników. Dzień później, po rozmowie  z premier Kają Kallas podobne zapewnienie sekretarz generalny NATO przekazał Estonii. Tydzień później fińskie Centralne Biuro Policji Kryminalnej poinformowało, że śledztwo w sprawie uszkodzeń Balticconnectora koncentruje się na niektórych statkach, w tym rosyjskim kontenerowcu o napędzie nuklearnym Siewmorput´ oraz pływającym pod flagą Hongkongu chińskim frachtowcu Newnew Polar Bear, które znajdowały się najbliżej miejsca zdarzenia, a 24 października poinformowała, że w miejscu uszkodzenia gazociągu została znaleziona i wydobyta 6-tonowa kotwica, która go uszkodziła i że Newnew Polar Bear, który w momencie rozszczelnienia gazociągu płynął tamtędy do Petersburga, nie ma przedniej kotwicy.